# 20-та панцергренадерська дивізія (Третій Рейх)
20-та панцергренадерська дивізія (Третій Рейх) (нім. 20. Panzer-Grenadier-Division) — панцергренадерська дивізія Вермахту за часів Другої світової війни.

## Історія
20-та панцергренадерська дивізія була створена 23 липня 1943 шляхом переформування 20-ї моторизованої дивізії.

## Райони бойових дій
- СРСР (центральний напрямок) (липень — вересень 1943);
- СРСР (південний напрямок) (вересень 1943 — липень 1944);
- Польща (липень 1944 — березень 1945);
- Німеччина (Берлін) (березень — травень 1945).

## Командування

### Командири
- генерал-лейтенант Георг Яуер (нім. Georg Jauer) (23 липня 1943 — 1 вересня 1944);
- оберст, доктор наук Вальтер Кюн (нім. Walter Kühn) (1 вересня — ? вересня 1944);
- генерал-лейтенант Георг Яуер (? вересня 1944 — 1 січня 1945);
- генерал-майор Георг Шольце (нім. Georg Scholze) (1 січня — 26 квітня 1945, покінчив життя самогубством[1])

## Нагороджені дивізії
Нагороджені дивізії
|  | Кавалери Нагрудного знаку ближнього бою в золоті                                                           | 8 |
|  | Кавалери Золотого Німецького Хреста                                                                        | 124 |
|  | Кавалери Срібного Німецького Хреста                                                                        | 3 |
|  | Кавалери Лицарського хреста Залізного хреста з Дубовим листям                                              | 5 (№ 341 майор Ернст-Август Фріке — 30.11.1943 № 520 майор Герман Вульф — 03.07.1944 № 733 генерал-лейтенант Георг Яуер — 10.02.1945 № 796 обер-лейтенант Вальтер Прюсс — 23.03.1945 № 805 майор Генріх Кезе — 28.03.1945) |
|  | Кавалери Лицарського хреста Залізного хреста                                                               | 46 |
|  | Кавалери Почесної відзнаки Сухопутних військ «Почесна застібка на орденську стрічку для Сухопутних військ» | 32 |

- Нагороджені Сертифікатом Пошани Головнокомандувача Сухопутних військ (10)
- Нагороджені Сертифікатом Пошани Головнокомандувача Сухопутних військ за збитий літак противника (1)